# Henry Butler Clarke
Henry Butler Clarke (* 9. November 1863 in Marchington, East Staffordshire; † 10. September 1904 in Torquay) war ein britischer Historiker, Romanist und Hispanist.

## Leben und Werk
Clarke wuchs u. a. in Saint-Jean-de-Luz (unweit der französisch-spanischen Grenze) auf. Er studierte in Oxford und war (nach Lorenzo Lucena und einer neunjährigen Vakanz) von 1890 bis 1894 der zweite Lehrer für Spanisch am Taylor Institute der Universität Oxford. 1894 beendete er seine Lehrtätigkeit aus gesundheitlichen Gründen, blieb aber als Fellow des St John’s College bis zu seinem Tod in der Forschung aktiv.
Clarke war in Oxford der erste Hispanist moderner romanistischer Prägung. Als solcher war er im Kontakt mit Rufino José Cuervo und Hugo Schuchardt. Er forschte linguistisch, literaturwissenschaftlich und zeitgeschichtlich.

## Werke
- (Hrsg.) A First Spanish Reader and Writer, London 1891
- A Spanish grammar for schools based on the principles and requirements of the Grammatical Society, London 1892, 1909; 2. Aufl., hrsg. von Fernando de Arteaga y Pereira, London 1914
- Spanish Literature. An Elementary Handbook, London 1893, 1909, Port Washington 1970
- (Hrsg.) Lazarillo de Tormes, Oxford 1897
- The Cid Campeador and the Waning of the Crescent in the West, New York 1897
- Modern Spain 1815-1898, hrsg. von William Holden Hutton (1860–1930), Cambridge 1906, 2013, New York 1969